# Ektoplasma (cellbiologi)
Ektoplasma är namnet på den klara proteinfattigare, icke-korniga yttre delen av en cells cytoplasma. Ektoplasmans funktion är skydd samt transport av vissa ämnen inom cellen. Ektoplasman är placerad i utkanten av det endoplasmatiska nätverket.